# Station Biała Rawska
Station Biała Rawska was een spoorwegstation in de Poolse plaats Biała Rawska aan de smalspoorlijn van Rogów naar Biała Rawska. Het station is in 1915 geopend als onderdeel van de Duitse militaire smalspoorlijn van Rogów naar Biała Rawska. Het station heette toen simpelweg Biała. Vanaf 1917 werd de lijn opengesteld voor regulier personen- en goederenvervoer. In 1918 werd de naam gewijzigd in Biała Piotrkowska en in 1920 nogmaals, ditmaal in de huidige naam.
In 2001 werd het treinverkeer door de PKP beëindigd. In 2002 werd de lijn alweer geopend, ditmaal voor toeristisch verkeer. 
Vanwege de slechte toestand van een deel van de lijn kan sinds 2016 niet meer tot Biała Rawska worden gereden. Vanaf 2018 wordt alleen nog maar tussen de stations Rogów en Jeżów gereden.
De voormalige locomotievenloods is gesloopt.
Het voormalige stationsgebouw is bewaard gebleven. Hierin bevond zich het loket. De loketmedewerker woonde tevens in het stationsgebouw. De site Bazakolejowa (Basisrail) beschrijft de locatie in 2006 als: "Een groot woongebouw met twee verdiepingen. Op de plaats van de kassa is een winkel met landbouwaccessoires."    Op de OpenStreetMap die gebruikt wordt in de Spoorwegatlas, staat het gebouw vermeld als 'Były dworcem kolejowym' wat vertaald kan worden als "voormalig treinstation".
De spoorbaan op het traject Rogów – Rawa Mazowiecka – Biała Rawska werd, ingeschreven op de monumentenlijst van het monumentenregister van de Rijksdienst voor het Onroerend Erfgoed. (registratienummer: 1000 A van 31.12.1996)